# 赫利歐雙信使
赫利歐雙信使是信使多用途飛機的雙引擎版本，只有生善少量用於特殊任務。

## 發展
赫利歐將雙發動機版本的信使稱為「Model H-500」，並安裝在靠近機身的高位機翼頂部。這種安裝方式能大幅改善視野，並且遠離艙門的螺旋槳也可最大限度的避免意外。而其後三點式起落架則使得螺旋槳推力的垂直分量有助於在崎嶇不平的場地進行短距起降起飛。然而，在1967年左右，由於美國對於多引擎飛機的新法規的推行，赫利歐被迫重新進行其雙發動機版本的設計。最終資金耗盡，專案終止。而該公司後續的新產品，AU-24種公馬多用途飛機的結構則是基於雙信使的設計。
雙信使可容納6人，於1960年4月首飛，並於1963年6月11日獲得FAA認證。雙信使剛好滿足聯邦航空總署的要求，並獲得認證可以滿足越南的即時服務需求，但前提是該機型不能進入商業市場。因此，該機僅有7架，並在軍隊中由特種部隊使用，編號U-5A。 此外，U-5A還安裝了全自動全跨距前緣縫翼和高升力襟翼。

## 用戶
印度情報局
航空研究中心
美國航空（CIA所有)
CIA
美國空軍

## 書目
- Taylor, John W. R. (editor). Jane's All The World's Aircraft 1965-66. London:Sampson Low, Marston, 1965.
- "Helio Twin-Courier" Probert Encyclopaedia
- "UNUSUAL AIRPLANES 2" （页面存档备份，存于） All Metal Plane
- http://www.flightglobal.com/pdfarchive/view/1965/1965%20-%200543.html?search=Helio%20Twin%20Courier （页面存档备份，存于）